# Literaturjahr 2011
Liste der Literaturjahre

◄◄ | ◄ | 2007 | 2008 | 2009 | 2010 | Literaturjahr 2011 | 2012 | 2013 | 2014 | 2015 | ► | ►►

Weitere Ereignisse

## Buchmessen
- 17.–20. März: Leipziger Buchmesse
- 2.–5. Juni: Mainzer Minipressen-Messe
- 12.–16. Oktober: Frankfurter Buchmesse; Gastland: Island

## Geburts- und Jahrestage
- 8. Januar: 200. Todestag des deutschen Schriftstellers Friedrich Nicolai
- 10. Januar: 200. Todestag des französischen Schriftstellers Marie-Joseph Chénier
- 13. März: 300. Todestag des französischen Schriftstellers Nicolas Boileau
- 17. März: 200. Geburtstag des deutschen Schriftstellers Karl Gutzkow
- 24. März: 200. Geburtstag der deutschen Schriftstellerin Fanny Lewald
- 26. April/7. Mai: 300. Geburtstag des britischen Philosophen David Hume
- 26. April: 300. Geburtstag der französischen Schriftstellerin Jeanne-Marie Leprince de Beaumont
- 11. Mai: 200. Geburtstag des deutschen Schriftstellers Theodor Apel
- 15. Mai: 100. Geburtstag des schweizerischen Schriftstellers Max Frisch
- 14. Juni: 200. Geburtstag der US-amerikanischen Schriftstellerin Harriet Beecher Stowe
- 17. Juni: 200. Geburtstag des französischen Schriftstellers Adolphe d’Ennery
- 28. Juli: 200. Todestag des österreichischen Schriftstellers Heinrich Joseph von Collin
- 30. August: 200. Geburtstag des französischen Schriftstellers Théophile Gautier
- 17. September: 200. Geburtstag des schwedischen Schriftstellers August Theodor Blanche
- 22. Oktober: 200. Geburtstag des dänischen Dichters Hans Peter Holst
- 26. Oktober: 400. Geburtstag des spanischen Schriftstellers Antonio Coello
- 18. November: 400. Geburtstag des deutschen Lyrikers Andreas Tscherning
- 21. November: 200. Todestag des deutschen Dichters Heinrich von Kleist
- 21. November: 200. Todestag der deutschen Schriftstellerin Henriette Vogel

## Neuerscheinungen
Belletristik
- Agent 6 – Tom Rob Smith
- Der alte König in seinem Exil – Arno Geiger
- Angst – Robert Harris
- Der Augenjäger – Sebastian Fitzek
- Die Auswahl – Ally Condie
- Azazel – Youssef Ziedan
- Die Besteigung der Eiger-Nordwand unter einer Treppe – Max Scharnigg
- Biokrieg – Paolo Bacigalupi
- Blood – Tony Birch
- Blumenberg – Sibylle Lewitscharoff
- Cevdet und seine Söhne – Orhan Pamuk
- Cherryman jagt Mister White – Jakob Arjouni
- Daceys vollautomatisches Kindermädchen – Ted Chiang
- Das Dritte Reich – Roberto Bolaño
- Der dunkle Thron – Rebecca Gablé
- Dunkles Blut – Stuart MacBride
- Der Fall Collini – Ferdinand von Schirach
- Fast genial – Benedict Wells
- Felix und Felicia (NA) – Karl Jakob Hirsch
- Freitisch – Uwe Timm
- Der Friedhof in Prag – Umberto Eco
- Das Geheimnis des weißen Bandes – Anthony Horowitz
- Gestatten, Mr Stink – David Walliams
- Der gute Herr Jesus und der Schurke Christus – Philip Pullman
- Der Hals der Giraffe – Judith Schalansky
- Der Hase mit den Bernsteinaugen – Edmund de Waal
- Das Haus – Andreas Maier
- Die hellen Tage – Zsuzsa Bánk
- Herr aller Dinge – Andreas Eschbach
- HHhH – Laurent Binet
- Hide Out – Andreas Eschbach
- Die Hölle ist die Abwesenheit Gottes – Ted Chiang
- Homer & Langley – Edgar Lawrence Doctorow
- Der Hundertjährige, der aus dem Fenster stieg und verschwand – Jonas Jonasson
- iBoy – Kevin Brooks
- Im Meer schwimmen Krokodile – Fabio Geda
- In Zeiten des abnehmenden Lichts – Eugen Ruge
- Die Insel der letzten Wahrheit – Flavia Company
- Jacob beschließt zu lieben – Catalin Dorian Florescu
- Karte und Gebiet – Michel Houellebecq
- Die Kunst des Verlierens – David Trueba
- Das Labyrinth der Träumenden Bücher – Walter Moers
- Léon und Louise – Alex Capus
- Die Lichter von Bullet Park (NÜb) – John Cheever
- Liebe und Sinnlichkeit – Tanizaki Jun’ichirō
- Das Lied des Achill – Madeline Miller
- Mein glückliches Leben – Rose Lagercrantz und Eva Eriksson
- Nemesis – Philip Roth
- Neue Mitte – Jochen Schimmang
- Neun Drachen – Michael Connelly
- Die Orangen des Präsidenten – Abbas Khider
- The Pale King – David Foster Wallace
- Percy Jackson – Die letzte Göttin – Rick Riordan
- Plan D – Simon Urban
- Prinzessin Leia schlägt zurück – Carrie Fisher
- Raum – Emma Donoghue
- Rico, Oskar und der Diebstahlstein – Andreas Steinhöfel
- Saeculum – Ursula Poznanski
- Sams im Glück – Paul Maar
- Sand – Wolfgang Herrndorf
- Schmidts Einsicht – Louis Begley
- Schoßgebete – Charlotte Roche
- Schwarzes Prisma – Brent Weeks
- Sonea: Die Heilerin – Trudi Canavan
- Story of Your Life – Ted Chiang
- Subs – Thor Kunkel
- Trash – Andy Mulligan
- Der Traum des Kelten – Mario Vargas Llosa
- Und in mir der unbesiegbare Sommer – Ruta Sepetys
- Verwesung – Simon Beckett
- Vom Ende einer Geschichte – Julian Barnes
- Weiskerns Nachlass – Christoph Hein

Drama
- 8 – Dustin Lance Black
- Clybourne Park – Bruce Norris
- Du bleibst bei mir – Felix Mitterer
- Winterreise – Elfriede Jelinek
- Zeitstillstand – Donald Margulies
- Zigeuner-Boxer – Rike Reiniger

Sachliteratur
- Anti-Freud – Michel Onfray
- Der Aufstand des Gewissens – Jean Ziegler
- Biographien und Bilder aus 575 Jahren Cloppenburger Stadtgeschichte (Anthologie)
- Blutiger Sommer. Eine Deutschlandreise im Dreißigjährigen Krieg – William Crowne (1637)
- Böse Philosophen – Philipp Blom
- Eating Dirt – Charlotte Gill
- Gewalt: Eine neue Geschichte der Menschheit – Steven Pinker
- Homicide: Ein Jahr auf mörderischen Straßen – David Simon
- Kotzebues Dramen – Ein Lexikon
- Krieg oder Frieden – Hamed Abdel-Samad
- Die Kunst des Erzählens – James Wood
- Die Kunst des klaren Denkens – Rolf Dobelli
- Linksextrem – Deutschlands unterschätzte Gefahr? – Harald Bergsdorf und Rudolf van Hüllen
- Die Mutter des Erfolgs – Amy Chua
- The Next Decade – George Friedman
- Nie war es herrlicher zu leben (Memoiren) – Emmanuel Herzog von Croÿ
- (R)echte Kerle – Andreas Kemper
- Stimmungen lesen. Über eine verdeckte Wirklichkeit der Literatur (Essays) – Hans Ulrich Gumbrecht
- Warum gibt es alles und nicht nichts? – Richard David Precht
- Willst du normal sein oder glücklich? – Robert Betz
- Zyklen der Zeit – Roger Penrose

Bilderbuch
- Es war einmal ein Igel – Franz Hohler (Text) und Kathrin Schärer (Illustration)

## Gestorben
- 02. Januar: Ernst Bruun Olsen
- 03. Januar: Eva Strittmatter
- 04. Januar: Hadayatullah Hübsch
- 04. Januar: Dick King-Smith
- 07. Januar: Carlos Castro
- 10. Januar: María Elena Walsh
- 17. Januar: Jean Dutourd
- 20. Januar: Reynolds Price
- 22. Januar: Pak Wanso
- 24. Januar: Peter-Paul Zahl
- 01. Februar: Takis Varvitsiotis
- 03. Februar: Édouard Glissant
- 05. Februar: Brian Jacques
- 06. Februar: Andrée Chedid
- 07. Februar: Wolfgang Deichsel
- 09. Februar: Stephan-Lutz Tobatzsch
- 11. Februar: Bo Carpelan
- 16. Februar: Hans Joachim Alpers
- 16. Februar: Justinas Marcinkevičius
- 22. Februar: Mitsuo Hama
- 23. Februar: Gustav Just
- 26. Februar: Arnošt Lustig
- 26. Februar: Eric de Montmollin
- 02. März: Thor Vilhjálmsson
- 03. März: Friedhelm Kemp
- 06. März: Agnes-Marie Grisebach
- 08. März: Marcelle Lagesse
- 09. März: Seán Cronin
- 10. März: David Viñas
- 12. März: Günter Amendt
- 13. März: Egon Aderhold
- 13. März: Andreas Franz
- 16. März: Silvia Schlenstedt
- 24. März: Lanford Wilson
- 27. März: H. R. F. Keating
- 29. März: Iakovos Kambanellis
- 01. April: Manning Marable
- 03. April: Ulli Beier
- 07. April: Eriko Kishida
- 08. April: Dominique Desanti
- 25. April: Gonzalo Rojas
- 29. April: Ralf Parve
- 30. April: Ernesto Sabato
- 01. Mai: Helmut Windisch
- 05. Mai: Arthur Laurents
- 09. Mai: Newton Thornburg
- 10. Mai: Patrick Galvin
- 13. Mai: Pam Gems
- 14. Mai: Birgitta Trotzig
- 23. Mai: Roberto Sosa
- 25. Mai: Leonora Carrington
- 27. Mai: Gil Scott-Heron
- 28. Mai: Mallika Sengupta
- 31. Mai: Hans Keilson
- 04. Juni: Curth Flatow
- 07. Juni: Jorge Semprún
- 10. Juni: Patrick Leigh Fermor
- 12. Juni: Kati-Claudia Fofonoff
- 14. Juni: Walter Flegel
- 16. Juni: Tölögön Kasymbek
- 21. Juni: E. M. Broner
- 24. Juni: Jost Nolte
- 05. Juli: Theodore Roszak
- 07. Juli: Allan W. Eckert
- 07. Juli: Pierre Enckell
- 09. Juli: Facundo Cabral
- 09. Juli: Arvo Salo
- 14. Juli: Otia Iosseliani
- 26. Juli: Sakyō Komatsu
- 27. Juli: Ágota Kristóf
- 16. August: Paul-Marie Lapointe
- 19. August: Gil Courtemanche
- 21. August: Azizi Abdullah
- 22. August: Vicco von Bülow
- 24. August: Nila Sborowska
- 25. August: Petre Bakevski
- 25. August: Dragan Klaić
- 27. August: N. F. Simpson
- 29. August: Walentin Kusmin
- 03. September: Volker Krämer
- 09. September: Valentino Braitenberg
- 09. September: Horst Fuhrmann
- 13. September: Daniel Keel
- 13. September: Alice Vollenweider
- 16. September: Friedel Thiekötter
- 20. September: John Burke
- 20. September: Annika Idström
- 27. September: Sara Douglass
- 27. September: Remo Fasani
- 27. September: Ida Fink
- 29. September: Hella Haasse
- 01. Oktober: Ruby Langford Ginibi
- 04. Oktober: Vittorio Curtoni
- 11. Oktober: Tine Schulze-Gerlach
- 18. Oktober: Friedrich Kittler
- 18. Oktober: Ursula Rhode-Jüchtern
- 18. Oktober: Andrea Zanzotto
- 20. Oktober: Claude Delarue
- 22. Oktober: Barbara König
- 24. Oktober: Morio Kita
- 26. Oktober: Janko Messner
- 28. Oktober: Jiří Gruša
- 01. November: Heinz Ludwig Arnold
- 03. November: H. G. Francis
- 07. November: F. Springer
- 10. November: Ivan Martin Jirous
- 12. November: Hermann Herder
- 12. November: Hubert Nyssen
- 14. November: Franz Josef Degenhardt
- 20. November: Shelagh Delaney
- 21. November: Oddur Björnsson
- 22. November: Georg Kreisler
- 24. November: Ludwig Hirsch
- 01. Dezember: Christa Wolf
- 03. Dezember: Sabri Godo
- 04. Dezember: Matti Y. Joensuu
- 07. Dezember: Josip Barković
- 08. Dezember: Gilbert Adair
- 08. Dezember: Werner Kofler
- 10. Dezember: Andres Ehin
- 11. Dezember: Hans Heinz Holz
- 13. Dezember: Russell Hoban
- 14. Dezember: Roland Dubillard
- 15. Dezember: Christopher Hitchens
- 18. Dezember: Václav Havel
- 19. Dezember: Horst-Eberhard Richter
- 20. Dezember: Hana Androníková
- 23. Dezember: Günter Jäckel
- 25. Dezember: John Christoffel Kannemeyer
- 27. Dezember: Michael Dummett

## Literaturpreise 2011

### Deutsche Literaturpreise
Am häufigsten mit einem deutschen Literaturpreis ausgezeichnet wurde 2011: Sibylle Lewitscharoff.
- Adelbert-von-Chamisso-Preis: Jean Krier (Hauptpreis); Olga Martynova und Nicol Ljubić (Förderpreis)
- Alfred-Döblin-Preis: Jan Peter Bremer
- aspekte-Literaturpreis: Eugen Ruge für In Zeiten des abnehmenden Lichts
- AutorenPreis des Heidelberger Stückemarkts: Berkun Oya für Schöne Dinge sind auf unserer Seite
- Berliner Literaturpreis: Thomas Lehr
- Berliner Preis für Literaturkritik: Joseph Hanimann
- Bremer Literaturpreis: Friederike Mayröcker, ich bin in der Anstalt. Fusznoten zu einem nichtgeschriebenen Werk; Andrea Grill, Das Schöne und das Notwendige (Förderpreis)
- Carl-Amery-Literaturpreis: Ilija Trojanow
- Carl-Zuckmayer-Medaille: Hans Werner Kilz
- Clemens-Brentano-Preis: Wolfgang Herrndorf, Tschick
- Corine:
  - Belletristik: John Burnside für Lügen über meinen Vater
  - Publikumspreis: Juliane Koepcke für Als ich vom Himmel fiel
  - Kinder- und Jugendbuch: Kate De Goldi für abends um 10
  - Bilderwelten: Elke Heidenreich, Tom Krausz für Dylan Thomas – Waliser. Dichter. Trinker
  - Wirtschaftsbuch: Peter D. Schiff, Andrew J. Schiff für Wie eine Volkswirtschaft wächst ... und warum sie abstürzt
  - Zukunftspreis: António Damásio für Selbst ist der Mensch – Körper, Geist und die Entstehung des menschlichen Bewußtseins
  - Hörbuch: Axel Hacke, Ursula Mauder für Das Beste aus meinem Liebesleben. Geschichten und Songs über die Liebe in guten und schlechten Tagen
  - Ehrenpreis des Bayerischen Ministerpräsidenten: Christine Nöstlinger für ihr Lebenswerk
- Debütpreis des Buddenbrookhauses: Nino Haratischwili für Juja
- Deutscher Buchpreis: In Zeiten des abnehmenden Lichts von Eugen Ruge
- Deutscher Jugendliteraturpreis (Auswahl):
  - Bilderbuch: Die Geschichte vom Fuchs, der den Verstand verlor von Martin Baltscheit
  - Jugendbuch: Tschick von Wolfgang Herrndorf
  - Preis der Jugendjury: Erebos von Ursula Poznanski
  - Sonderpreis, für das Gesamtwerk: Tobias Scheffel (Übersetzer)
- Deutscher Kinderhörspielpreis: Nina und Paul von Thilo Reffert
- Deutscher Science Fiction Preis: Uwe Post: Walpar Tonnraffir und der Zeigefinger Gottes
- Evangelischer Buchpreis: Michael Kleeberg, Das amerikanische Hospital
- Friedrich-Gundolf-Preis: Feliu Formosa
- Friedrich-Hölderlin-Preis der Stadt Bad Homburg: Arno Geiger (Hauptpreis), Daniela Seel (Förderpreis)
- Friedrich-Hölderlin-Preis der Universität und der Universitätsstadt Tübingen: Jan Wagner
- Georg-Büchner-Preis: Friedrich Christian Delius
- Gerty-Spies-Literaturpreis: Christoph Hein
- Geschwister-Scholl-Preis: Für ein Lied und hundert Lieder. Ein Zeugenbericht aus chinesischen Gefängnissen. von Liao Yiwu
- Goethepreis der Stadt Frankfurt am Main: Ali Ahmad Said
- Gustav-Heinemann-Friedenspreis für Kinder- und Jugendbücher: Kirsten Boie für Ringel, Rangel, Rosen
- Heinrich-Mann-Preis: Marie-Luise Scherer
- Hermann-Kesten-Preis: Mohamed Hashem
- Hörspielpreis der Kriegsblinden: Schicksal, Hauptsache Schicksal. von Robert Schoen mit Lorenz Eberle
- Hotlist: Mein sanfter Zwilling von Nino Haratischwili
- Italo-Svevo-Preis: Volker H. Altwasser
- Jean-Paul-Preis: Brigitte Kronauer
- Johann-Gottfried-Seume-Literaturpreis: Peter Winterhoff-Spurk, Unternehmen Babylon. Wie die Globalisierung die Seele gefährdet
- Johann-Heinrich-Merck-Preis: Günter de Bruyn
- Johann-Heinrich-Voß-Preis für Übersetzung: Frank Günther
- Joseph-Breitbach-Preis: Hans Joachim Schädlich
- Kasseler Literaturpreis: Thomas Kapielski (Hauptpreis); Jan Neumann (Förderpreis)
- Kleist-Preis: Sibylle Lewitscharoff
- Kleist-Förderpreis: Wolfram Lotz für Der große Marsch
- Kranichsteiner Literaturpreis: Jan Wagner
- Krimifuchs: Volker Kutscher
- Kurd-Laßwitz-Preis: Uwe Post, Walpar Tonnraffir und der Zeigefinger Gottes
- Kurt-Wolff-Preis: Transit Buchverlag, Lilienfeld Verlag (Förderpreis)
- Leipziger Buchpreis zur Europäischen Verständigung: Martin Pollack
- LiBeraturpreis: Nathalie Abi-Ezzi für Rubas Geheimnis
- Literaturpreis der Konrad-Adenauer-Stiftung: Arno Geiger
- Literaturpreis der Landeshauptstadt München: Keto von Waberer
- Ludwig-Börne-Preis: Joachim Gauck
- Mainzer Stadtschreiber: Ingo Schulze
- Marieluise-Fleißer-Preis: Sibylle Lewitscharoff
- Max-Herrmann-Preis: Georg Siebeck
- Mülheimer Dramatikerpreis: Elfriede Jelinek für Winterreise
- Nicolas-Born-Preis: Peter Waterhouse; Förderpreis: Sabrina Janesch
- Oldenburger Kinder- und Jugendbuchpreis: Es war einmal Indianerland von Nils Mohl
- Paul-Celan-Preis: Mirjana und Klaus Wittmann
- Peter-Huchel-Preis: Marion Poschmann, Geistersehen
- postpoetry.NRW: Marius Hulpe, Marie T. Martin, Jovan Nikolić, Ralf Thenior, Christoph Wenzel
- Preis der Leipziger Buchmesse:
  - Clemens J. Setz (Belletristik) für Die Liebe zur Zeit des Mahlstädter Kindes
  - Henning Ritter (Sachbuch/Essayistik) für Notizhefte
  - Barbara Conrad (Übersetzung) für Tolstois Krieg und Frieden
- Preis der LiteraTour Nord: Iris Hanika
- Preis der Literaturhäuser: Elke Erb
- Preis der Stadt Münster für Europäische Poesie: Ben Lerner / Steffen Popp: Die Lichtenbergfiguren
- Preis der SWR-Bestenliste: Aris Fioretos
- Rheingau Literatur Preis: Josef Haslinger
- Ricarda-Huch-Preis: Sibylle Lewitscharoff
- Schubart-Literaturpreis: Hans Christoph Buch; Timo Brunke (Förderpreis); Bernd Jürgen Warneken (Sonderpreis)
- Thomas-Mann-Preis: Jan Assmann
- Tukan-Preis: Adams Fuge von Steven Uhly
- Übersetzerpreis der Kunststiftung NRW: Terézia Mora
- Uwe-Johnson-Preis: Judith Zander für Dinge, die wir heute sagten (Förderpreis)
- Walter-Serner-Preis: Ralf Thies für Der goldene Ford
- Wilhelm-Lehmann-Preis: Nico Bleutge
- Wilhelm-Raabe-Literaturpreis: Sibylle Lewitscharoff für Blumenberg
- Wolfgang-Weyrauch-Förderpreis: Jan Volker Röhnert und Andre Rudolph

### Internationale Literaturpreise
- Anna Seghers-Preis: Sabrina Janesch und Lina Meruane
- Anton-Wildgans-Preis: Arno Geiger
- Aschehoug-Literaturpreis: Bjørn Sortland
- Astrid-Lindgren-Gedächtnis-Preis: Shaun Tan
- August-Preis (Fachbuch): Elisabeth Åsbrink für Och i Wienerwald står träden kvar (dt.: Und im Wienerwald stehen noch immer die Bäume)
- Bisto Book of the Year Award: Chris Haughton für A Bit Lost
- Bollinger Everyman Wodehouse Prize: Gary Shteyngart für Super Sad True Love Story
- Carnegie Medal: Patrick Ness, Monsters of Men
- Cervantespreis: Nicanor Parra
- Colby Award: Matterhorn: A Novel of the Vietnam War von Karl Marlantes
- Compton Crook Award: State of Decay von James Knapp
- Constantijn Huygensprijs: A.F.Th. van der Heijden
- Cordwainer Smith Rediscovery Award: Katherine MacLean
- Danuta Gleed Literary Award: Billie Livingston, Greedy Little Eyes
- David Cohen Prize: Julian Barnes
- De Gyldne Laurbær: Helle Helle für Dette burde skrives i nutid
- Erich-Fried-Preis: Thomas Stangl
- Europäischer Preis für Literatur: Drago Jančar
- FIL-Preis: Fernando Vallejo
- Finlandia-Preis: Rosa Liksom für Hytti nro 6
- Franz-Kafka-Literaturpreis: John Banville
- Frost Medal: Charles Simic
- Gert-Jonke-Preis: Alois Hotschnig
- Governor General’s Award for Fiction: Patrick deWitt, The Sisters Brothers
- Grand Prix de la Francophonie de l’Académie Française: Abdellatif Laabi
- Grand prix de littérature policière:
  - National: L’Honorable Société von DOA und Dominique Manotti
  - International: Le Poète de Gaza (OA und dt.: Limassol) von Yishai Sarid
- Griffin Poetry Prize:
  - Kanada: Dionne Brand für Ossuaries
  - International: Gjertrud Schnackenberg für Heavenly Questions
  - Lifetime Achievement Award: Yves Bonnefoy
- Guardian Award: Andy Mulligan für Return to Ribblestrop
- Guardian First Book Award: Siddhartha Mukherjee für The Emperor of All Maladies
- Ingeborg-Bachmann-Preis: Maja Haderlap für Im Kessel
- Internationaler Literaturpreis – Haus der Kulturen der Welt: Michail Schischkin (Autor) und Andreas Tretner (Übersetzer) für Das Venushaar
- International IMPAC Dublin Literary Award: Let the Great World Spin von Colum McCann
- Irish Book Awards (Auswahl):
  - Roman: Neil Jordan für Mistaken
  - Sportbuch: Nicolas Roche für Inside the Peloton
  - Lebenswerk: Seamus Heaney
- James Fenimore Cooper Prize: Matterhorn: A Novel of the Vietnam War von Karl Marlantes
- Jerusalem-Preis: Ian McEwan
- Kellgren-Preis: Aris Fioretos
- Kerry Group Irish Fiction Award: Neil Jordan für Mistaken
- Kościelski-Preis: Andrzej Franaszek
- Kritikerprisen (Dänemark): Lars Frost für Skønvirke
- Kritikerprisen (Norwegen): Merethe Lindstrøm für Dager i stillhetens historie
- Lambda Literary Awards (Auswahl):
  - Gay Fiction: Union Atlantic von Adam Haslett
  - Lesbian Debut Fiction: Sub Rosa von Amber Dawn
  - Lesbian Erotica: Sometimes She Lets Me. Best Butch/Femme Erotica, hrsg. von Tristan Taormino
  - Lesbian Memoir/Biography: Hammer! Making Movies Out of Sex and Life von Barbara Hammer
  - Lesbian Mystery: Fever of the Bone von Val McDermid
  - LGBT Anthology: Gender Outlaws. The Next Generation, hrsg. von Kate Bornstein und S. Bear Bergman
  - LGBT Nonfiction: King Kong Theory von Virginie Despentes
- Leo-Perutz-Preis: Der Posamentenhändler von Koytek/Stein
- Lieutenant Governor’s Award for Literary Excellence: George Bowering
- Literaturpreis des Nordischen Rates: Milli trjánna von Gyrðir Elíasson
- Man Booker Prize for Fiction: The Sense of an Ending von Julian Barnes
- Man Booker International Prize: Philip Roth
- Matt-Cohen-Preis: David Adams Richards
- Murasaki-Shikibu-Literaturpreis: Yōko Tawada für Nisō to kyūppido no yumi
- Nadal-Literaturpreis: Alicia Giménez Bartlett für Donde nadie te encuentre
- National Book Award:
  - Fiction: Jesmyn Ward für Salvage the Bones
  - Nonfiction: Stephen Greenblatt für The Swerve: How the World Became Modern
  - Poetry: Nikky Finney für Head Off & Split
  - Young People’s Literature: Thanhha Lai für Inside Out & Back Again
  - Lifetime achievement award: John Ashbery
- Newbery Medal: Clare Vanderpool für Moon Over Manifest
- Nike:
  - Hauptpreis: Pióropusz von Marian Pilot
  - Publikumspreis: Dziennik 1962–1969 von Sławomir Mrożek
- Nobelpreis für Literatur: Tomas Tranströmer
- O.-Henry-Preis (Auswahl):
  - Your Fate Hurtles Down at You von Jim Shepard
  - Diary of an Interesting Year von Helen Simpson
  - Melinda von Judy Doenges
- Orange Prize for Fiction: Téa Obreht für The Tiger's Wife
- Orwell Award: F.S. Michaels für Monoculture: How One Story is Changing Everything
- Orwell Prize: Thomas Henry Bingham für The Rule of Law
- Österreichischer Staatspreis für Europäische Literatur: Javier Marías
- Palle-Rosenkrantz-Preis: Jean-Christophe Grangé für Forbarm dig
- P.C.-Hooft-Preis: Henk Hofland
- PEN/Faulkner Award: Deborah Eisenberg für The Collected Stories of Deborah Eisenberg
- Petrarca-Preis: John Burnside und Florjan Lipuš
- Preis der Stadt Wien für Literatur: Brigitta Falkner
- Premio Alfaguara de Novela: Juan Gabriel Vásquez für El ruido de las cosas al caer
- Premio Biblioteca Breve: Leonora von Elena Poniatowska
- Prémio Camões: Manuel António Pina
- Premio Planeta: Javier Moro für El imperio eres tú
- Premio Rómulo Gallegos: Blanco nocturno von Ricardo Piglia
- Prinz-von-Asturien-Preis für Literatur: Leonard Cohen
- Pritzker Literature Award for Lifetime Achievement in Military Writing: Carlo D’Este
- Prix Claude-Farrère: Marie-Odile Beauvais
- Prix Femina: Simon Liberati für Jayne Mansfield 1967
- Prix Femina Essai: Laure Murat für L'Homme qui se prenait pour Napoléon: Pour une histoire politique de la folie
- Prix Femina Étranger: Francisco Goldman für Dire son nom
- Prix Goncourt (Roman): L’Art français de la guerre von Alexis Jenni
- Prix du Livre Inter: Que font les rennes après Noël ? von Olivia Rosenthal
- Prix Mallarmé: Annie Salager (Travaux de lumière)
- Prix Médicis: Mathieu Lindon, Ce qu’aimer veut dire
- Prix Médicis étranger: David Grossman, Une femme fuyant l’annonce
- Prix Renaudot: Limonow von Emmanuel Carrère
- Pulitzer Prize for Fiction: A Visit from the Goon Squad von Jennifer Egan
- Pulitzer Prize for Drama: Bruce Norris für Clybourne Park
- Rauriser Literaturpreis: Dorothee Elmiger für Einladung an die Waghalsigen; Förderungspreis für Martin Amanshauser
- Riksmålsforbundets litteraturpris: Tomas Espedal (Annahme abgelehnt)
- Riverton-Preis: Torkil Damhaug für Ildmannen
- Rogers Writers’ Trust Fiction Prize: Patrick deWitt, The Sisters Brother
- Rooney Prize for Irish Literature: Lucy Caldwell
- Runeberg-Preis: Tiina Raevaara für En tunne sinua vierelläni
- Russischer Booker-Preis: Alexander Chudakov für (engl.:) Haze Sets Upon the Old Steps
- Samuel-Bogumil-Linde-Preis: Wiesław Myśliwski und Herta Müller
- Schwedischer Krimipreis:
  - Bester ins Schwedische übersetzter Kriminalroman: The End of the Wasp Season von Denise Mina
  - Bester schwedischer Kriminalroman: Viskleken von Arne Dahl
  - Auszeichnung für das Lebenswerk: Reginald Hill
- Schweizer Buchpreis: Catalin Dorian Florescu für Jacob beschließt zu lieben
- Scotiabank-Giller-Preis: Esi Edugyan für Half-Blood Blues
- Sedat-Simavi-Preis (Sparte Literatur): Burhan Sönmez für Masumlar
- Skandinavischer Krimipreis: Leif G. W. Persson für Den döende detektiven
- Socratesbeker: Hans Achterhuis für De utopie van de vrije markt
- Solothurner Literaturpreis: Peter Bichsel
- Somerset Maugham Award:
  - Miriam Gamble für The Squirrels Are Dead
  - Alexandra Harris für Romantic Moderns
  - Adam O’Riordan für In the Flesh
- Søren-Gyldendal-Preis: Naja Marie Aidt
- Spycher: Literaturpreis Leuk: Marie NDiaye und Michail Schischkin
- Sunburst Award:
  - Für Erwachsene: Guy Gavriel Kay für Under Heaven
  - Für junge Erwachsene: Paul Glennon für Bookweirder
- Theodor-Kramer-Preis: Ruth Klüger
- T. S. Eliot Prize (Großbritannien) für Lyrik: John Burnside für Black Cat Bone
- Vicky Metcalf Award: Iain Lawrence
- Wingate Literary Prize: David Grossman für To the End of the Land
- World Fantasy Award (Auswahl):
  - Roman: Nnedi Okorafor für Who Fears Death
  - Kurzroman: Elizabeth Hand für The Maiden Flight of McCauley’s Bellerophon
  - Short Fiction: Joyce Carol Oates für Fossil-Figures
- W.Y. Boyd Literary Award for Excellence in Military Fiction: Karl Marlantes für Matterhorn: A Novel of the Vietnam War
- Yi-Sang-Literaturpreis: Gong Ji-young

## Verwandte Preise und Ehrungen
- Balzan-Preis: Bronisław Baczko – Peter Brown – Russell Scott Lande – Joseph Silk
- Buber-Rosenzweig-Medaille: Navid Kermani
- Deutscher Kinderhörspielpreis: Nina und Paul von Thilo Reffert
- Erich-Maria-Remarque-Friedenspreis: Tahar Ben Jelloun (Hauptpreis)
- Friedenspreis des Deutschen Buchhandels: Boualem Sansal
- Goethe-Medaille: John le Carré – Adam Michnik – Ariane Mnouchkine
- Hannah-Arendt-Preis: Navid Kermani
- Hans-Kilian-Preis: Hartmut Böhme
- Kulturpreis des Landes Oberösterreich, Kategorie Literatur: Christoph Wilhelm Aigner
- Kurt-Wolff-Preis: Transit Buchverlag
- Ludwig-Mülheims-Theaterpreis: Thomas Hürlimann
- MacArthur Fellowship (Auswahl): Kay Ryan
- Order of Nova Scotia (Auswahl): Budge Wilson
- Poet Laureate (Kanada; für den Zeitraum 2012/2013): Fred Wah
- Prix de l’Académie de Berlin: Stéphane Hessel
- Sigmund-Freud-Preis für wissenschaftliche Prosa: Arnold Esch